# HD 154857
HD 154857 — звезда, которая находится в созвездии Жертвенника на расстоянии около 224 световых лет от нас. Вокруг звезды обращается, как минимум, одна планета (HD 154857 b) и одна неподтверждённая планета (HD 154857 c).

## Характеристики
HD 154857 по своим параметрам напоминает Солнце: это жёлтый карлик главной последовательности с массой, равной 1,17 массы Солнца и температурой поверхности около 5628 кельвинов. Возраст звезды оценивается приблизительно в 5 миллиардов лет.

## Планетная система
В 2004 году группой астрономов, работающих с англо-австралийским телескопом, было объявлено об открытии планеты HD 154857 b в системе. Это газовый гигант, по массе превосходящий Юпитер почти в два раза. В 2007 году было анонсировано открытие ещё одной возможной планеты — HD 154857 c, которая обращается на расстоянии около 5,36 а. е. от родительской звезды.